# Źródlisko

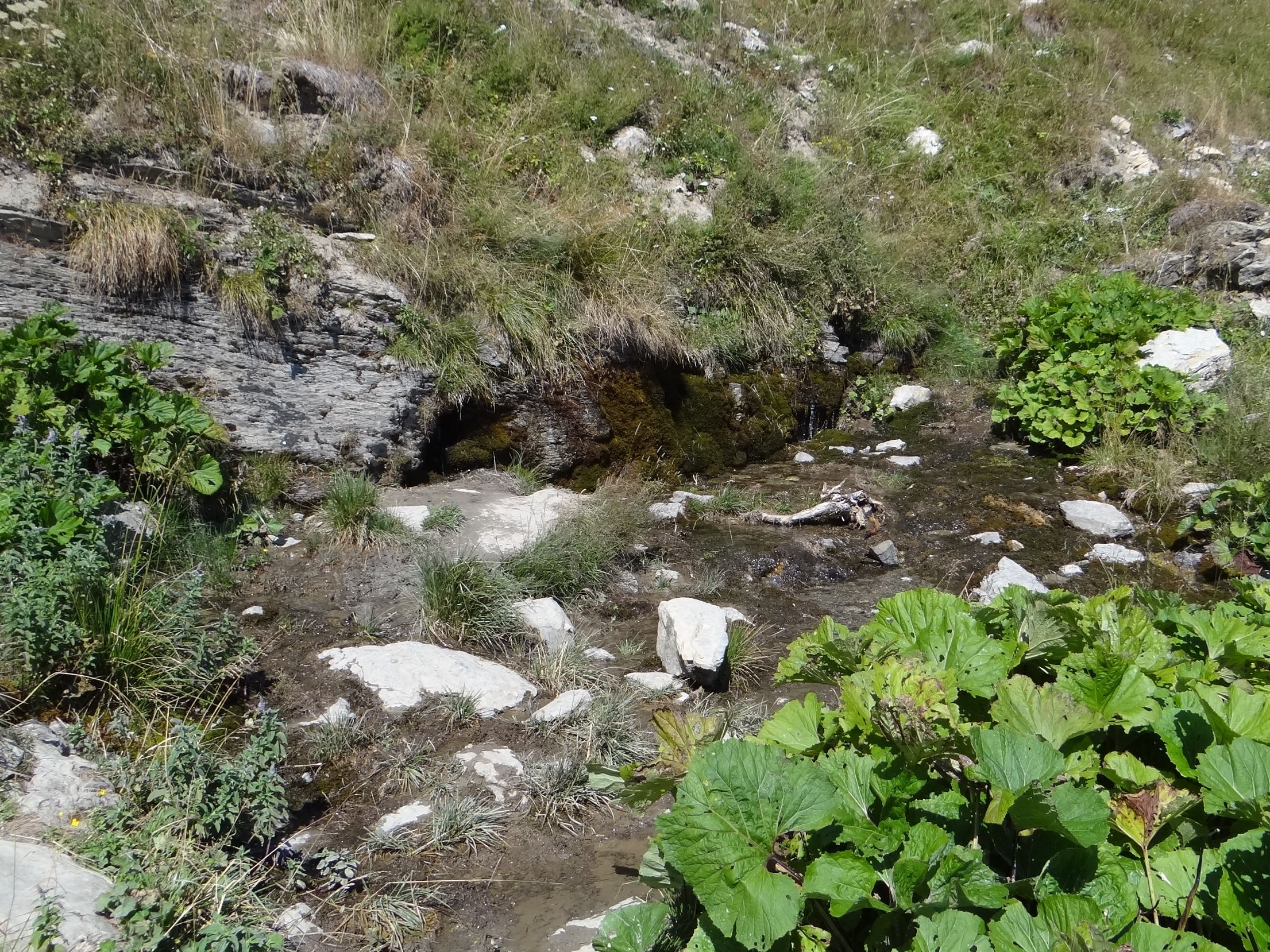
Mojżeszowe źródła na Słowacji

Źródlisko – zespół źródeł zgrupowanych blisko siebie.